# Dusona opacoides
Dusona opacoides là một loài tò vò trong họ Ichneumonidae.